# Ли Сын У (писатель)
Ли Сын У (кор. 이승우, род. 1960) — корейский писатель.

## Биография
Ли Сын У родился в уезде Чанхын на юге Кореи 21 февраля 1960 года. Окончил Сеульский теологический университет, затем учился в высшей школе богословия университета Ёнсе. Ли Сын У является одним из самых известных корейских писателей послереакционного периода 80-х годов. Профессор корейской литературы в университете Чосун в Кванджу, преподаёт с 2001 года.
Литературная карьера Ли началась с романа «Портрет Эрисихтона», который был написан под впечатлением от покушения на Иоанна Павла II в 1981 году. Эта работа получила приз «Новый писатель» ежемесячника корейской литературы. В 1993 году роман Ли «Две стороны жизни» был удостоен 1-й литературной премии Дайсан Он также получил литературную премию «Восток-Запад» за роман «Я буду жить долго», премию «Современная литература» в номинации «Художественная литература» и литературную премию Хван Сун Вона

## Произведения
Ли получил высокую оценку критиков в Корее, но во Франции стал даже более популярным, чем в Корее.
В романах «Портрет Эрисихтона», «В тени колючих кустов» и «Две стороны жизни», Ли Сын У останавливается на теме христианского искупления и её пересечении с человеческой жизнью, демонстрируя как напряженность между небом и землей проявляется в повседневности жизни. Другие работы, в том числе «Догадка о лабиринте» и «К внешней стороне мира» передают его разочарование коррупцией и девальвацией языка.

### Произведения на русском
- «Тайная жизнь растений», Издательство Гиперион, СПб, 2013 ISBN 978-5-89332-194-4

### На английском
- «The Reverse Side of Life» Peter Owen 2005

### На немецком
- Die Rückseite des Lebens Bad Honnef: Horlemann 1996
- Vermutungen über das Labyrinth Bielefeld: Pendragon 2005

### На французском
- L’envers de la vie Paris: Zulma 2000
- La vie rêvée des plantes Gallimard 2009

### На испанском
- La Vida Secreta de las Plantas Ediciones del Ermitaño 2009